# Ataki powietrzne na Lwów i obwód lwowski podczas rosyjskiej inwazji na Ukrainę
Ataki powietrzne na Lwów i obwód lwowski podczas rosyjskiej inwazji na Ukrainę

## Chronologia

### 2022

#### Luty
W obwodzie lwowskim wojska rosyjskie zaatakowały trzy jednostki wojskowe – w Brodach, Kalinowie Nowym i Kamionce Bużańskiej około godziny 07:30.

#### Marzec
Rankiem 13 marca rosyjskie wojska znad Morza Czarnego i Azowskiego przeprowadziły atak lotniczy na poligon w Jaworowie. Samoloty wystartowały z bazy lotniczej Engels-2 w obwodzie saratowskim. W sumie wystrzeliły ponad 30 rakiet, z których 8 trafiło w poligon w Jaworowie. W wyniku tego, według władz obwodu lwowskiego, zginęło 35 osób, a 134 zostały ranne.
Rankiem 18 marca siły rosyjskie wystrzeliły w kierunku Lwowa sześć rakiet Ch-555, których celem były Lwowskie Państwowe Zakłady Naprawcze Samolotów. 2 rakiety zostały przechwycone i zniszczone przez ukraińskie siły obrony przeciwlotniczej, pozostałe 4 zniszczyły budynek zakładu. W wyniku ostrzału jedna osoba została ranna.
Około godziny 18.00 26 marca wojska rosyjskie dokonały ataku rakietowego na skład ropy naftowej w rejonie miejscowości Krywczyce, odnotowano w sumie trzy eksplozje. Wybuchł pożar, ale nie zostały uszkodzone pomieszczenia mieszkalne ani inne obiekty. Jak poinformował szef Lwowskiej Obwodowej Administracji Państwowej Maksym Kozyćkyj, według wstępnych danych 5 osób zostało rannych.
Następnie o godzinie 20:00 przeprowadzono kolejny atak rakietowy na Lwowskie Zakłady Pancerne, w wyniku którego powstały „dość poważne szkody”. Andrij Sadowyj powiedział, że w jednej ze szkół w pobliżu miejsca uderzenia zostały wybite szyby. Nikt nie został ranny. Później okazało się, że w każdy z obiektów wystrzelono po 2 pociski, ale dowództwo Sił Powietrznych Sił Zbrojnych Ukrainy mówi o 6 pociskach wystrzelonych w kierunku Lwowa.
Z tą aktywnością wojsk rosyjskich wiąże się wystąpienie prezydenta USA Joe Bidena w Polsce, które miało miejsce bezpośrednio po uderzeniach rakietowych.
28 marca Siły Obrony Powietrznej Ukrainy zestrzeliły trzy rosyjskie rakiety w rejonie złoczowskim.

#### Kwieсień
5 kwietnia myśliwce próbowały ostrzelać z Białorusi infrastrukturę cywilną w obwodzie lwowskim, ale siły obrony przeciwlotniczej zestrzeliły dwa pociski w Radziechowie.
Rano 16 kwietnia Rosjanie przeprowadzili uderzenia rakietowe na obwód lwowski z samolotów Su-35, które wystartowały z lotniska w Baranowiczach z terytorium Białorusi. Jednostki przeciwlotniczych sił rakietowych Dowództwa Powietrznego „Zachód” Sił Powietrznych Sił Zbrojnych Ukrainy zniszczyły cztery rakiety.
Rano 18 kwietnia 2022 roku, według danych Zachodniego Dowództwa Lotnictwa, doszło do czterech uderzeń rakietowych we Lwowie, w tym trzech uderzeń w infrastrukturę wojskową i jednego w serwis opon. W ich wyniku doszło do pożarów, obiekty zostały znacznie uszkodzone. Według szefa Lwowskiej Obwodowej Administracji Państwowej Maksyma Kozytskiego, zginęło 7 osób, a 11 osób, w tym dziecko, zostało rannych.
W wyniku wybuchu rakiety uszkodzonych lub zniszczonych zostało około 40 samochodów w serwisie opon.
Około godziny 08:30 25 kwietnia wystrzelono pociski w kierunku podstacji trakcyjnej stacji kolejowej „Krasne”.

#### Maj
W dniu 3 maja Lwów został ostrzelany. Andrij Sadowy stwierdził, że znanych jest co najmniej 5 eksplozji, w mieście uszkodzone zostały trzy podstacje elektryczne, w części miasta rozpoczęły się przerwy w dostawie energii elektrycznej i wody. 2 osoby zostały ranne.

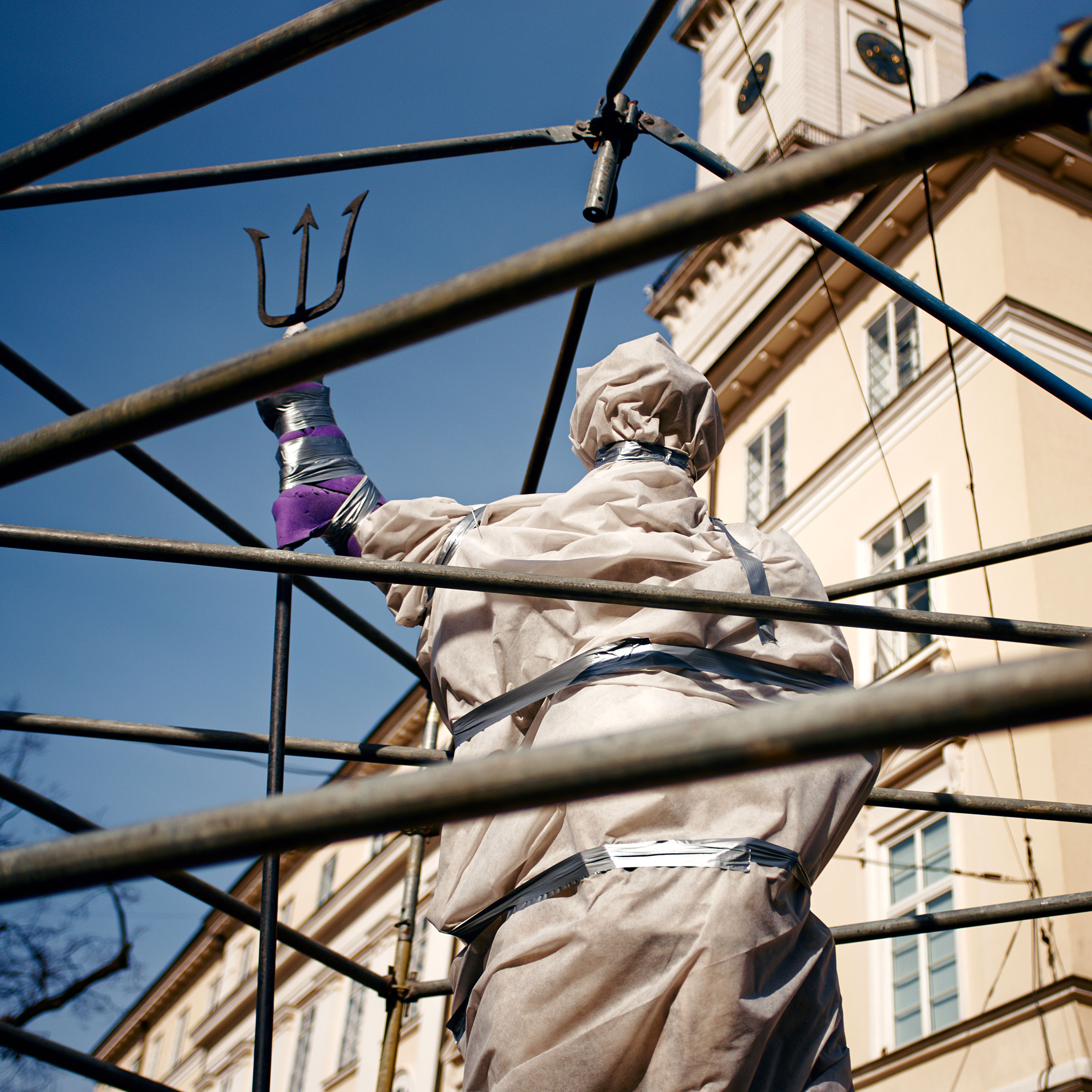
Klatka chroniąca fontannę Neptuna na Rynku przed ostrzałem

15 maja 4 rakiety trafiły w obiekt infrastruktury wojskowej w powiecie jaworowskim, 15 km od Polski. Obrona przeciwlotnicza zestrzeliła 2 kolejne rakiety. Rakiety zostały wystrzelone z Morza Czarnego, prawdopodobnie z okrętów podwodnych.
17 maja rakieta uderzyła w infrastrukturę kolejową w obwodzie jaworowskim. Trzy pociski manewrujące zostały zniszczone przez jednostki obrony powietrznej. We Lwowie słychać było wybuchy, ale ani jedna rakieta nie wylądowała w mieście.

#### Czerwiec
1 czerwca w powiecie stryjskim doszło do ostrzału infrastruktury kolejowej. 5 osób zostało rannych.
14 czerwca Ukraińskie siły obrony powietrznej zestrzeliły rakietę nad rejonem Złoczowa, odłamki uszkodziły cegielnię. Sześć osób zostało rannych.
25 czerwca w powiecie jaworowskim Rosjanie przeprowadzili atak rakietowy na obiekt wojskowy. Obrona przeciwlotnicza zdołała zestrzelić dwie rakiety, cztery trafiły w cel. W wyniku ataku rakietowego cztery osoby zostały ranne.

#### Sierpień
Wieczorem 2 sierpnia Lwowska Obwodowa Administracja poinformowała o wybuchach w Radziechowie. Później okazało się, że celem była jednostka wojskowa w rejonie czerwohradzkim, a Dowództwo Sił Powietrznych Sił Zbrojnych Ukrainy wyjaśniło, że rosyjski pocisk trafił w przeciwlotniczy system rakietowy.

#### Październik
10 października w kierunku Lwowa wystrzelono 15 rakiet, z których 7 zostało zestrzelonych przez siły obrony przeciwlotniczej. Pozostałe rakiety były wymierzone w infrastrukturę krytyczną w mieście, przy czym rosyjskie media podawały, że jednym z celów ataku była Elektrociepłownia Lwów-1. Niemal całe miasto pozostało bez prądu i wody, miało też problemy z łącznością komórkową. Następnego dnia rano prąd został przywrócony prawie wszędzie.
11 października przeprowadzono trzy ataki na infrastrukturę energetyczną Lwowa, pozostawiając 30% miasta, głównie w dzielnicach Sichów i w rejonie frankowskim, bez dostaw energii elektrycznej. Jedna osoba została ranna.
13 października na terytorium obwodu lwowskiego dotarło 6 rakiet, z których 4 zostały zestrzelone przez siły obrony powietrznej. Pozostałe 2 pociski były skierowane na obiekt wojskowy w obwodzie żółkiewskim.
22 października nad obwodem lwowskim zestrzelono kilka rosyjskich rakiet.

#### Listopad
4 listopada nad obwodem lwowskim zestrzelono drona kamikaze Shahed 136.

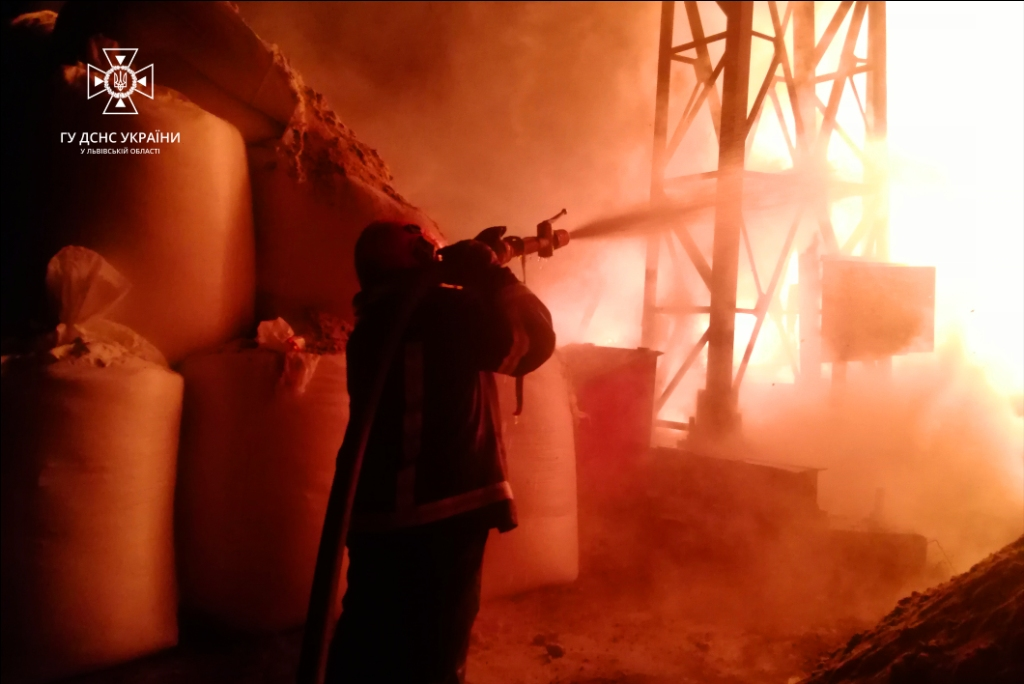
Gaszenie pożaru spowodowanego ostrzałem w dniu 15 listopada w obwodzie lwowskim

15 listopada ponad 10 rosyjskich rakiet zaatakowało obwód lwowski, z których większość została zestrzelona przez siły obrony powietrznej. Pozostałe pociski trafiły w 3 „obiekty infrastruktury krytycznej”. 80 proc. Lwowa, a także część jaworowskiego, żółkiewskiego i czerwonogrodzkiego rejonów, pozostało bez prądu i ogrzewania. Wystąpiły przerwy w komunikacji, mobilnym internecie i dostawach wody. W wyniku ostrzału jedna osoba trafiła do szpitala z poważnymi obrażeniami.
23 listopada, po ogłoszeniu alarmu lotniczego na całej Ukrainie, odnotowano dwa ataki rakietowe na podstację elektryczną w obwodzie lwowskim. Od godziny 15:07 Lwów był całkowicie odcięty od prądu, bez ogrzewania i dostaw wody. Bez prądu pozostawały także obwody jaworowski i czerwonogrodzki. Około 1,5 mln osób pozostało bez prądu. We Lwowie czasowo zawieszono kursowanie tramwajów i trolejbusów. 70 proc. sygnalizacji świetlnych w mieście było niesprawnych. We Lwowie nie odnotowano żadnych trafień pocisków. Według szefa Lwowskiej Obwodowej Administracji Wojskowej Maksyma Kozyckiego, w kierunku obwodu lwowskiego wystrzelono łącznie 5 rakiet, z których trzy zostały skutecznie zestrzelone przez siły obrony powietrznej.

#### Grudzień
29 grudnia Rosijani wystrzelili w kierunku obwodu lwowskiego 6 rakiet, z których 4 zostały zestrzelone przez siły obrony powietrznej. Nastąpiły dwa trafienia w podstację energetyczną.

### 2023

#### Styczeń
14 stycznia trafiono w obiekt infrastruktury energetycznej w obwodzie lwowskim, powodując pożar. Siły obrony powietrznej zestrzeliły jeden pocisk.

#### Luty
10 lutego przeprowadzono kolejny atak rakietowy na obwód lwowski. Siły obrony powietrznej zestrzeliły nad regionem dziewięć rakiet, ale były też trafienia. Jeden pocisk trafił w obiekt infrastruktury energetycznej, inny spadł w pobliżu przystanku autobusowego we wsi w rejonie żółkiewskim, nie detonując. Inny spadłi w pobliżu sanatorium w obwodzie lwowskim. Fala uderzeniowa rozbiła część okien w budynku.

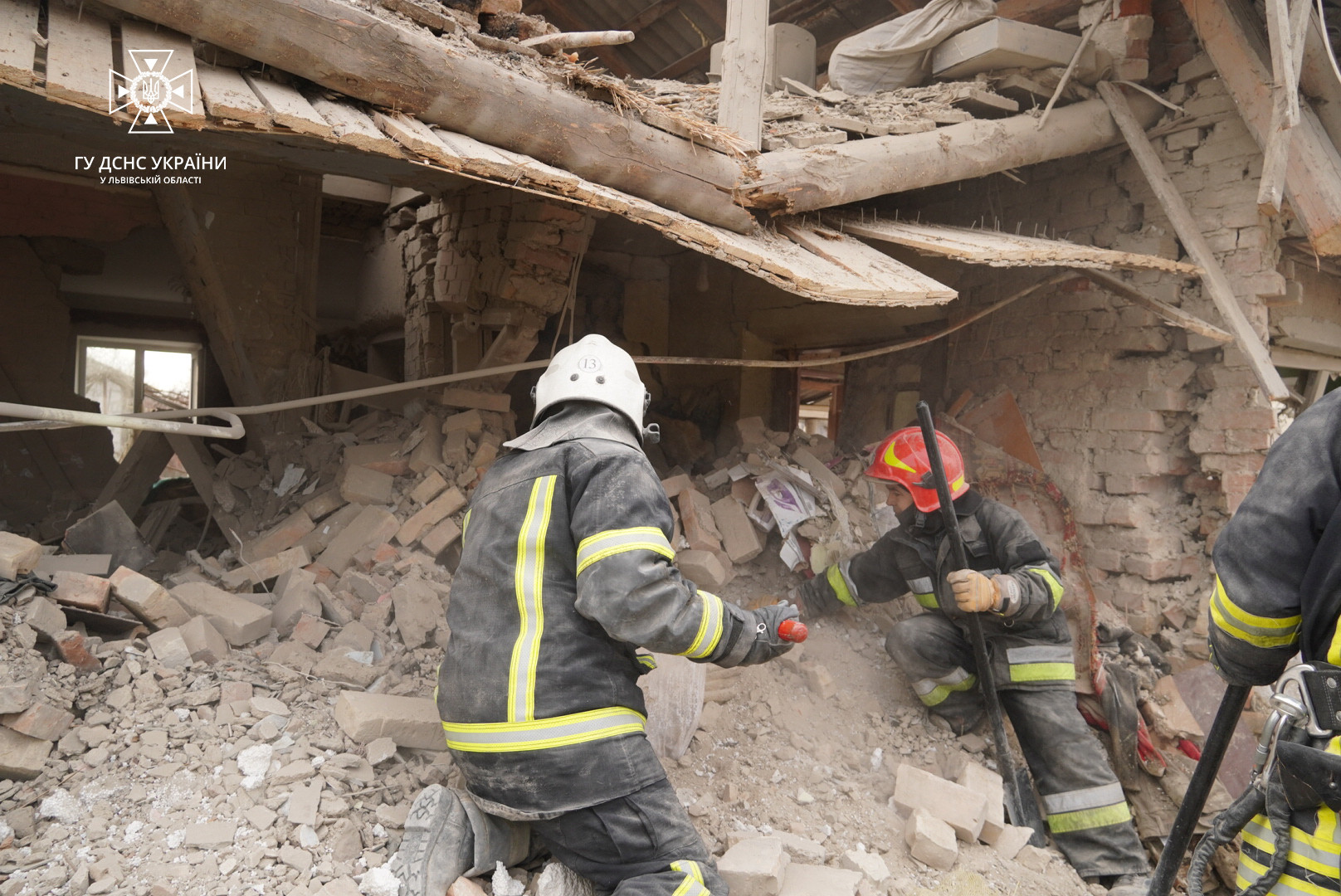
Likwidacja skutków uderzenia z 9 marca

16 lutego, w nocy, trzy rosyjskie pociski trafiły w obiekt infrastruktury nieenergetycznej w rejonie drohobyckim. Powstały pożar został ugaszony. Na sąsiedniej ulicy zawaliła się ściana sklepu, a w pobliskim gimnazjum wybito okna.

#### Marzec
9 marca, podczas zmasowanego uderzenia rakietowego na terytorium Ukrainy, jeden rosyjski pocisk spadł na osiedle mieszkaniowe we wsi Olszanica, w rejonie złoczowskim. Powstały pożar zniszczył trzy budynki mieszkalne, trzy samochody, garaż i kilka budynków gospodarczych. Zginęło pięć osób.

#### Czerwiec
W trakcie rosyjskiego ataku pociskami typu Kalibr w nocy z 5 na 6 czerwca doszło do uszkodzenia budynków przy ulicy Stryjskiej, w wyniku czego zginęło 10 osób. Wśród zniszczonych budynków znalazła się zabytkowa kamienica z lat 1926–1930, zaprojektowana przez polskiego architekta Michała Rybę i stanowiąca przykład lwowskiego modernizmu.

#### Listopad
W nocy z 2 na 3 listopada w ataku brało 16 dronów. Rezultatem było pięć trafień w obiekty infrastruktury krytycznej. Celami ataków był Jaworów, Stryj i Morszyn.

### 2024

#### Styczeń
1 stycznia 2024 miał miejsce atak dronów-kamikadze, w wyniku którego zniszczono Muzeum Romana Szuchewycza w dzielnicy Biłohorszcze, a także miał miejsce pożar w gmachu głównym Lwowskiego Narodowego Uniwersytetu Rolniczego w Dublanach.

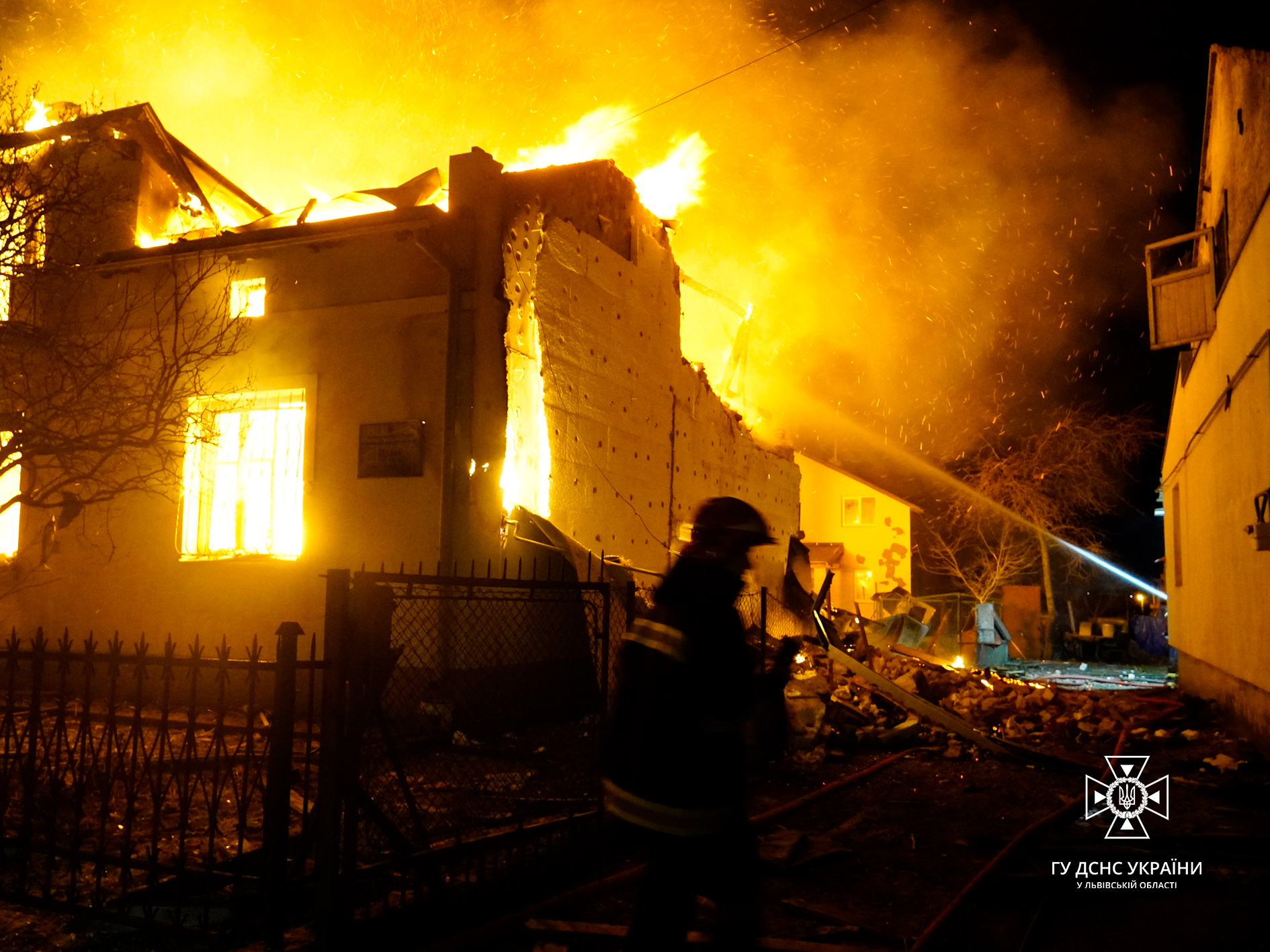
Gaszenie pożaru w Muzeum Romana Szuchewycza we Lwowie

#### Luty
15 lutego 2024 roku w ataku rakietowym na Lwów zostały ranne dwie osoby, został trafiony obiekt infrastruktury, gdzie wybuchł pożar, a także w 16 domach przy Ulicy Naukowej fala uderzeniowa wybiła szyby w części okien i uszkodziła samochody.

#### Wrzesień
4 września 2024 r. w wyniku rosyjskich nalotów zginęło co najmniej siedem osób, a 64 zostały ranne. Naloty były wymierzone w budynki mieszkalne oraz teren wokół głównego dworca kolejowego we Lwowie.